# 가르델의 망명
가르델의 망명(Tangos, The Exile Of Gardel, Tangos, L'Exil De Gardel)은 프랑스에서 제작된 페르난도 E. 솔라나스 감독의 1985년 영화이다. 마리 라포레 등이 주연으로 출연하였다.

## 출연

### 주연
- 마리 라포레
- 미구엘 앙헬 솔라

### 조연
- 라우타로 무루아
- 마리나 블라디
- 조르주 윌송